# Elkalyce lacturnus
Elkalyce lacturnus är en fjärilsart som beskrevs av Hans Fruhstorfer 1924. Elkalyce lacturnus ingår i släktet Elkalyce och familjen juvelvingar. Inga underarter finns listade i Catalogue of Life.